# Leinefelde-Worbis
Leinefelde-Worbis – miasto w Niemczech, w kraju związkowym Turyngia, w powiecie Eichsfeld. 
6 lipca 2018 do miasta przyłączono gminę Hundeshagen, a 1 stycznia 2019 gminę Kallmerode. Obie stały się automatycznie jego dzielnicami.

## Współpraca
Miejscowości partnerskie:
- Annœullin, Francja - kontakty utrzymuje dzielnica Worbis
- Béb, Węgry - kontakty utrzymuje dzielnica Breitenholz
- Chełmek, Polska - kontakty utrzymuje dzielnica Leinefelde
- Erkrath, Nadrenia Północna-Westfalia - kontakty utrzymuje dzielnica Leinefelde
- Hildfeld (dzielnica Winterberga), Nadrenia Północna-Westfalia - kontakty utrzymuje dzielnica Breitenbach
- Kanegasaki, Japonia - kontakty utrzymuje dzielnica Leinefelde
- Medebach, Nadrenia Północna-Westfalia - kontakty utrzymuje dzielnica Worbis
- Měrunice, Czechy - kontakty utrzymuje dzielnica Beuren
- Mezőcsát, Węgry - kontakty utrzymuje dzielnica Worbis
- Pápa, Węgry - kontakty utrzymuje dzielnica Leinefelde